# Амундсеново море
Амундсеново море је део Јужног океана око Антарктика, испред обале Антарктика код Земље Марије Бирд, лежи између Рта летеће рибе (севернозападни врх Терстоновог острва) на истоку и Рта Дарт на Сипл острву на западу. Рт летеће рибе означава границу између Амундсеновог мора и Белингсхаусеновог мора. Западно од Рта Дарт нема именованих рубних мора Јужног океана између Амундсеновог и Росовог мора. Норвешка експедиција из 1928–1929 под капетаном Нилсом Ларсеном именовала је ово водено тело по норвешком поларном истраживачу Роалду Амундсену док су истраживали ову област у фебруару 1929. године. Дубина мора је до 585 m, а површина око 98000 km².
Море је углавном покривено ледом, и ледник Твјатс улази у њега. Ледена плоча која се дренира у Амундсеново море је у просеку око 3 km (1,9 mi) дебела, и приближно је величине Тексаса. Ова област је позната као Залив Амундсеновог мора (енгл. Amundsen Sea Embayment - ASE). Ово је један од три главна дренажна базена леда Западне антарктичке ледене плоче.

## Залив Амундсеновог мора
Ледена плоча која се улива у Амундсеново море има просечну дебљину од око 3 km (1,9 mi); она је отприлике величина државе Тексас и подручје је познато под називом Залив Амундсеновог мора (енгл. Amundsen Sea Embayment - ASE); она формира један од три главна базена за дренажу леда Западне антарктичке ледене плоче, а други су залив Росовог мора и залив Веделовог мора. У марту 2007. године, научници који су проучавали ASE путем сателитских и ваздушних испитивања најавили су значајно стањивање, услед промена у обрасцима ветра који омогућавају да топлије воде теку испод ледене плоче.
Неки научници су предложили да овај регион може бити слабо подручје Западне антарктичке ледене плоче. Острво Пајн и ледењаци Твајтес, који се уливају у Амундсеново море, две су од највећих пет одливних рута на Антарктику. Научници су утврдили да се проток ових глечера повећао последњих година. Ако би се они потпуно истопили глобални ниво мора би порастао за око 0,9–1,9 метар. Научници су сугерисали да би губитак ових глечера дестабилизовао читав ледени покривач западног Антарктика и вероватно секције ледене плоче источног Антарктика.
Једна студија из октобра 2004. године је сугерисала да пошто се лед у Амундсеновом мору брзо топио и бивао ослабљен пукотинама, постоји могућност обрушавања обалске ледене масе „у року од пет година”. Студија је предвиђала пораст нивоа мора од 1,3 м од Западне антарктичке ледене плоче, ако би се сав морски лед у Амундсеновом мору отопио.
Мерења која је обавио Британска антарктички премер током 2005. године показала су да је стопа испуштања леда у залив Амундсеновог мора била око 250  3 годишње. Под претпоставком сталне стопе испуштања, што је само по себи довољно за повећање глобалног нивоа мора за 0,2 mm годишње.
Подглацијални вулкан је такође откривен у подручју непосредно северно од глечера Пајн острва у близини планина Хадсон. Последњи пут је еруптирао пре око 2200 година, на шта указују широко раширене наслаге пепела унутар леда, у ономе што је била највећа позната ерупција на Антарктику у последњих 10 миленијума. Вулканска активност у региону може допринети опаженом порасту глацијалног протока, иако је тренутно најпопуларнија теорија међу научницима који проучавају ово подручје да се проток повећао због загревања океанске воде. Ова вода се загрејала због уздизања дубинске океанске воде што је последица варијација у системима притиска на које је могло утицати глобално загревање.
У јануару 2010. године, једна студија моделовања извела је закључак да је „прекретна тачка” за глечер Пајн острво можда премашена 1996. године, са могућим повлачењем од 200 km до 2100. године, што ће довести до пораста нивоа мора за 24 cm (0,79 ft), мада је сугерисано да су ове процене у погледу временског раздобља конзервативне. Међутим, студија моделовања такође наводи да „С обзиром на сложену, тродимензионалну природу реалног глечера Пајн острва ... требало би бити јасно да је [...] модел врло груб приказ стварности”.

## Залив Пајновог острва
Залив Пајновог острва (74° 50′ S 102° 40′ W / 74.833° Ј; 102.667° З) је залив који је око 40 mi (64 km) дуг и 30 mi (48 km) широк, у који утиче лед из глечера Пајн острва на најјужнијем екстремитету Амундсеновог мора. Његов облик је изведен из ваздушних фотографија које је снимила УСН Операција хајџамп у децембру 1946. године, и именован је по препоруци Саветодавног комитета за антарктичка имена (US-ACAN) по УСС Пајн острво, носачу авиона и предводничком пловилу источне радне групе УСН Операције хајџамп која је истраживала ово подручје.

## Раселов залив
Раселов залив (73° 27′ S 123° 54′ W / 73.450° Ј; 123.900° З) је прилично отворен залив у југозападном Амундсеновом мору, који се простире дуж северних страна Сајпл острва, Гецове ледене плоче и Карнијевог острва, од Пранк острва до Гејтсовог рта. Мапирао га је Амерички геолошки премер (енгл. United States Geological Survey - USGS) из премеравања и ваздушних фотографија Америчке ратне морнарице током 1959–66, а именовао га је Саветодавни комитет за антарктичка имена (US-ACAN) по адмиралу Џејмсу С. Раселу, USN, потпредседнику поморских операција током периода 1957–58.